# Silence Teaches You How to Sing
Silence Teaches You How to Sing – minialbum norweskiego zespołu muzycznego Ulver wydany 3 września 2001 roku przez niezależną wytwórnię płytową Jester Records.

## Lista utworów
1. „Silence Teaches You How to Sing” – 24:05

## Twórcy
- Kristoffer „Trickster G.” Rygg – śpiew, instrumenty klawiszowe
- Tore Ylwizaker – instrumenty klawiszowe